# Strangalia fulvicornis
Strangalia fulvicornis är en skalbaggsart som först beskrevs av Bates 1872.  Strangalia fulvicornis ingår i släktet Strangalia och familjen långhorningar.
Artens utbredningsområde är:
- Paraguay.
- Uruguay.

Inga underarter finns listade i Catalogue of Life.